# Eminent 310
| Eminent 310         | Eminent 310                                                                   |
| Allgemeines         | Allgemeines                                                                   |
| ------------------- | ----------------------------------------------------------------------------- |
| Hersteller          | Eminent B.V.                                                                  |
| Typ                 | Elektronische Orgel                                                           |
| Zeitraum            | 1972 – 1983                                                                   |
| Preis               | Unique: 4295,- ƒ Theatre: 4995,- ƒ (1973)                                     |
| Technische Daten    |                                                                               |
| Polyphonie          | ja, vollständig                                                               |
| Multitimbralität    | ja                                                                            |
| Klangsynthese       | analog subtraktiv                                                             |
| Filter              | keine                                                                         |
| Envelope            | zweistufig (Decay (einstufig) und Sustain)                                    |
| Effekte             | Chorus                                                                        |
| Eingabe und Ausgabe |                                                                               |
| Klaviatur           | 42 Tasten (Oberes Manual) 44 Tasten (Unteres Manual) 13 Pedale (Fußpedalerie) |
| Pedale              | Schwellpedal                                                                  |
| Ext. Synchr.        | keine                                                                         |
| Tonausgabe          | Stereo und Kopfhörer                                                          |

Die Eminent 310 ist eine analoge elektronische Orgelbaureihe, die insbesondere durch den französischen Komponisten und Produzenten Jean-Michel Jarre bekannt wurde, der mithilfe einer 310 seine erfolgreichen Alben Oxygène und Équinoxe umfangreich arrangierte. Die Orgel wurde von 1972 bis 1984 von der Eminent B.V. in Bodegraven, Niederlande in zwei verschiedenen Ausstattungsvarianten produziert.

## Das Instrument

### Allgemeines

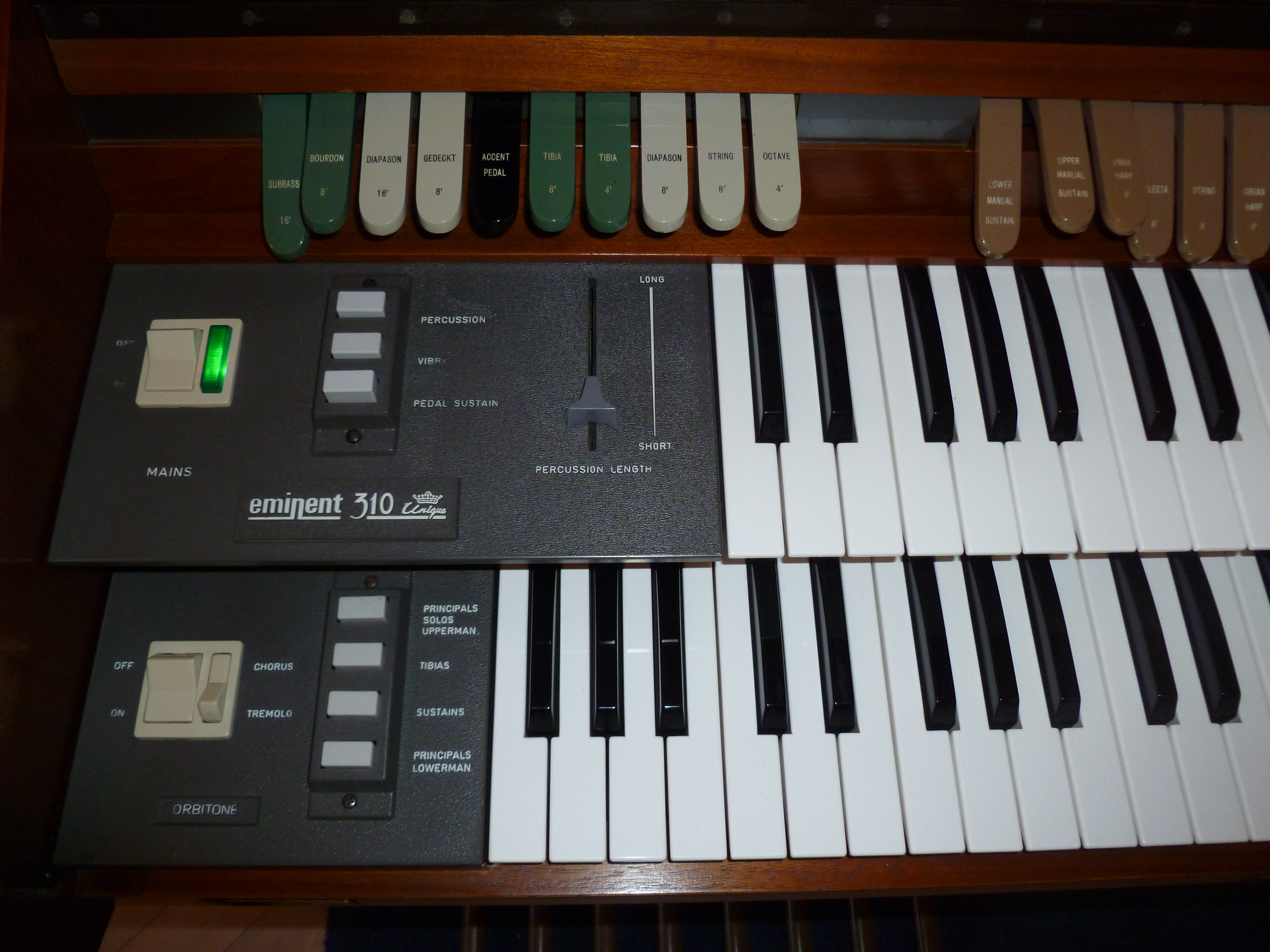
"Orbitone" und Hauptschalter

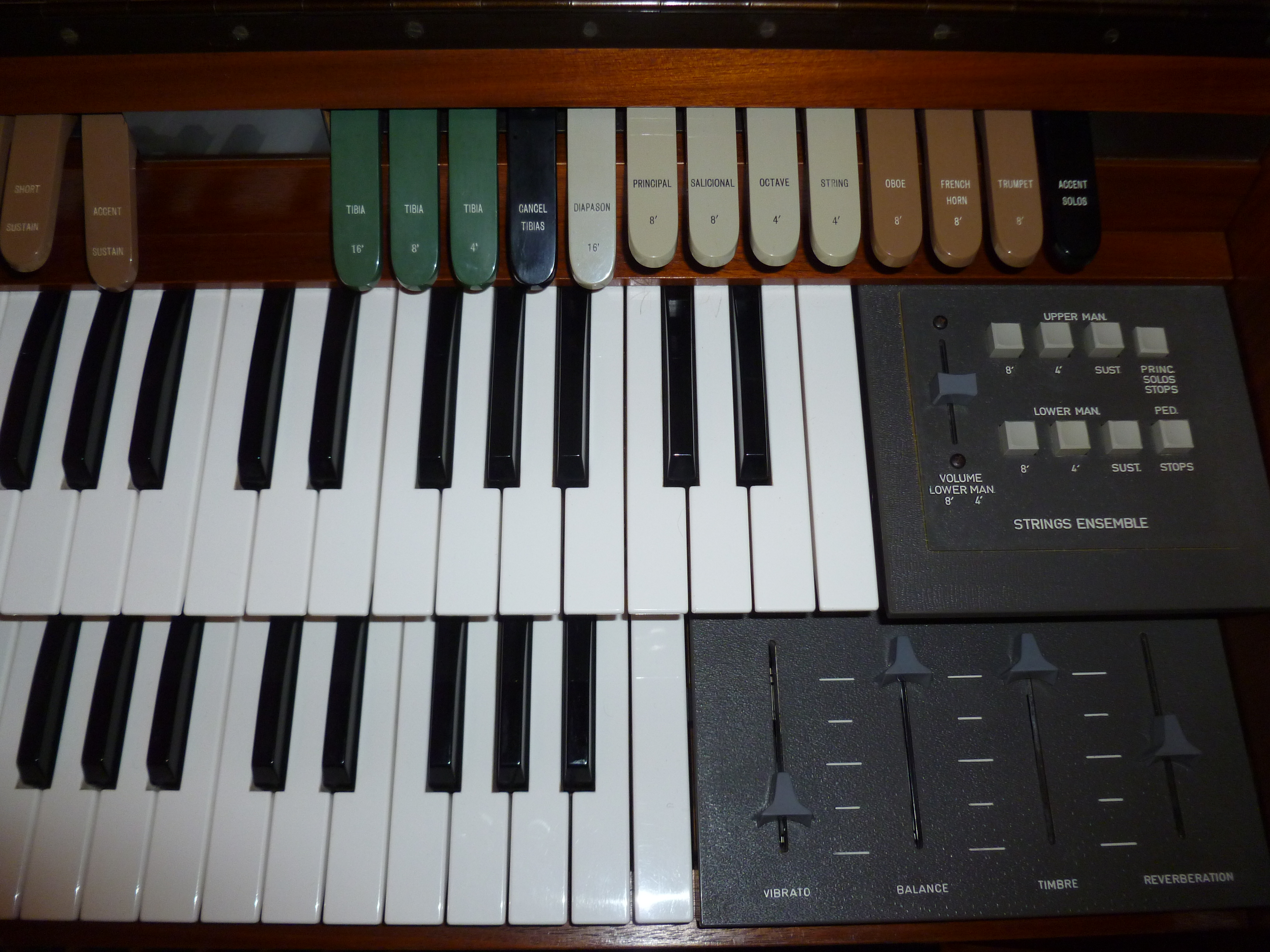
"Strings Ensemble" und Effekte

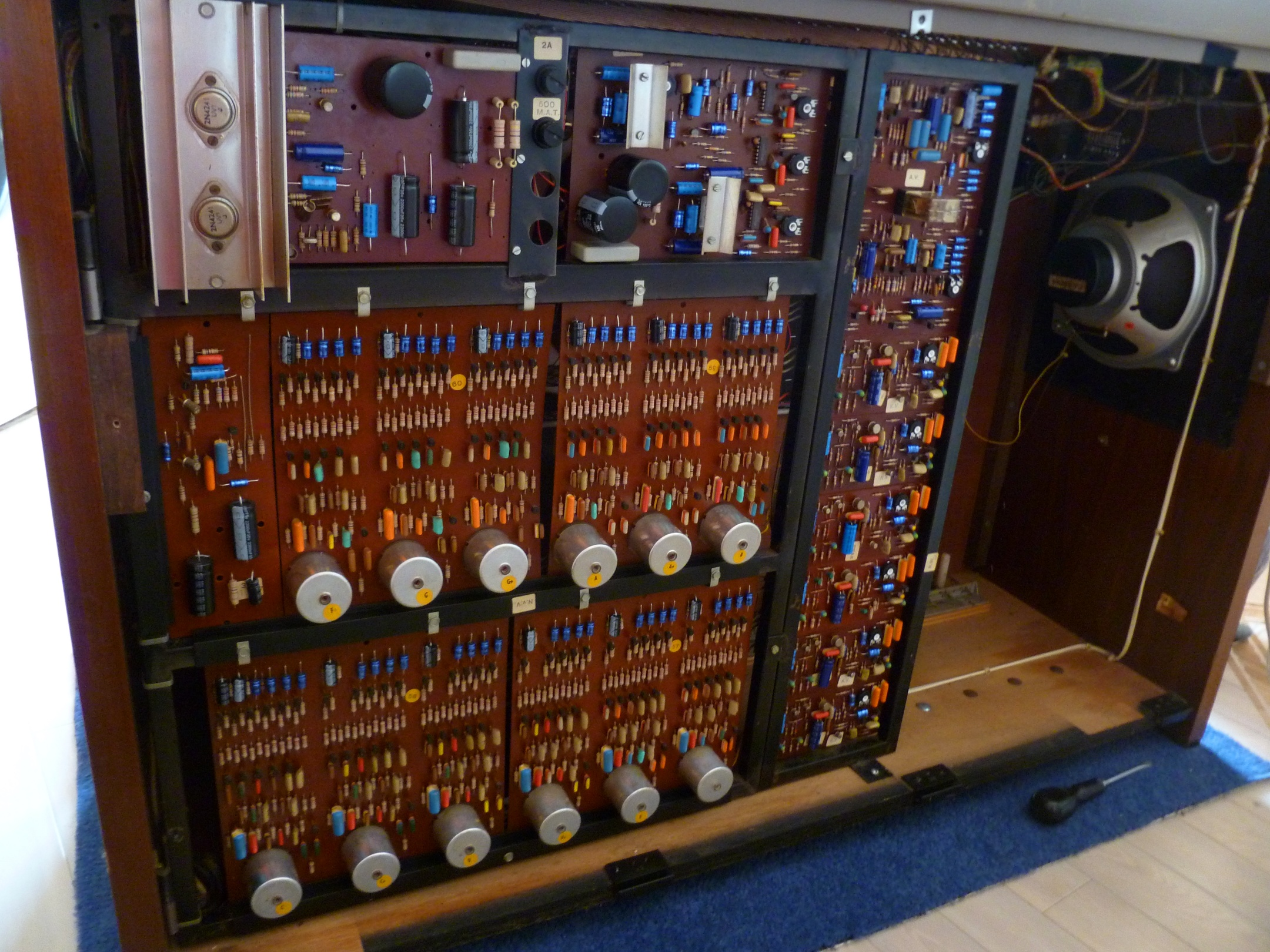
Innenleben der Orgel

Die Eminent 310 ist mit ihrem schweren, stattlichen Holzgehäuse und ihrem Aufbau ein typisches Beispiel für eine Heimorgel der 1970er-Jahre. Sie verfügt über drei Manuale: Ein 42-tastiges oberes Manual (C-F), ein 44-tastiges unteres Manual (F-C) sowie 13 Basspedale. Zudem ist ein Schwellpedal vorhanden. Es stehen insgesamt 13 verschiedene Klänge zur Verfügung, welche in verschiedene Gesamtregister sortiert und teilweise in 1–3 Oktaven unterteilt sind (nach Fußhöhe realer Orgelpfeifen 16', 8' und 4'). Es handelt sich hierbei instrumententypisch um analoge Klangnachahmungen, die nur entfernt an ihr echtes Vorbild erinnern, jedoch das entsprechende Frequenzspektrum abdecken sollen. Außer dem String Ensemble werden alle Klänge mit typischen Kippschaltern ausgewählt, die farblich markiert sind und an der Stirnseite der Orgel angebracht sind. Um die Manuale herum sind horizontal alle anderen Kontrollparameter arrangiert, so auch das String Ensemble rechts oben. Der Netzschalter befindet sich oben links, eine grüne Glühlampe daneben lässt erkennen, ob das Instrument eingeschaltet ist.

### Register und Stimmen
Die Register der Orgel sind in Gruppen unterteilt und jeweils an das entsprechende Manual gebunden. Folgende Stimmen stehen zur Verfügung:
⦁ Oberes Manual: Solo-Gruppe (Oboe 8', Waldhorn 8' und Trompete 8'), Prinzipal-Gruppe (Diapason 16', Prinzipal 8', Salicional 8', Oktave 4' und Streicher 4') und Tibia-Gruppe (Tibia 16', 8' und 4')

⦁ Unteres Manual: Prinzipal-Gruppe (Diapason 8', Streicher 8', Oktave 4') und Tibia-Gruppe (Tibia 8' und 4')

⦁ Oberes und unteres Manual: Sustain-Gruppe (Vibraharp 8', Glock 8', Organharp 8', Celesta 8', Streicher 8')

⦁ Fußpedale: Bass-Gruppe (Subbass 16', Diapason 16' Bourdon 8', Gedeckt 8')

Zudem verfügt jede Gruppe über einen Sustain-Kippschalter oder im Falle der Bass-Gruppe über einen Druckknopf oben links, die die Abklingzeit des Tons nach Loslassen der Spieltasten verlängert.

### Strings Ensemble
Das Strings Ensemble bietet Klänge gleich eines Streicherkeyboards. Es handelt sich hierbei um die Urversion des ab 1974 erfolgreich vertriebenen ARP Solina String Ensemble mit umfangreicheren Konfigurationsmöglichkeiten, jedoch ohne die zusätzlichen Klänge, die dem Solina-Streicherkeyboard hinzugefügt wurden. Das Kontrollfeld befindet sich oben rechts.
Durch mehrere gegeneinander leicht verstimmte Sägezahnwellen entsteht so der charakteristische, "schwebende" Klang, der in 8'- und 4'-Oktaven sowohl für das obere als auch das untere Manual aktivierbar ist. Außerdem gibt es auch hier einen Sustain-Effekt, der die Abklangdauer verlängert. Für das untere Manual kann auch die Lautstärke reguliert werden. Zusätzlich ist die Ensemble-Technik auch in leicht abgewandelter Form für die Prinzipal-, Solo- und Bass-Gruppe vorhanden.

### Effekte und Modulation
Die Orgel verfügt über eine Reihe von Möglichkeiten zur Klangmodulation, die teilweise registergruppenspezifisch ausgewählt werden können und um die Manuale herum angeordnet sind. Folgende Effekte stehen zur Verfügung:
⦁ Vibra und Vibrato: Durch einen Schieberegler unten rechts kann die Stärke des Vibrato eingestellt werden, wird die Vibra-Funktion per Knopfdruck zugeschaltet, setzt der Effekt erst nach 1–2 Sekunden zunehmend ein.

⦁ Balance, Reverberation und Timbre: Balance passt die Lautstärke des unteren Manuals im Vergleich zum Oberen an, Reverberation fügt einen Nachhall hinzu und Timbre reguliert die Klangfarbe

⦁ Percussion: Diese Funktion erlaubt einen Perkussionseffekt, bei der der Ton unabhängig von der Klaviatur nach kurzer Zeit abklingt. Die Dauer ist zwischen etwa 1/4-Sekunde und drei Sekunden frei wählbar. 

### Orbitone
Das Orbitone ist eine elektronische Nachahmung des Leslie-Lautsprechers ohne bewegliche Teile. Dazu verfügt die Orgel neben den regulären monophonen Lautsprechern unter dem Spieltisch auch über ein Stereo-System, um das Auf- und Abschwellen des Leslie-Klanges räumlich nachbilden zu können. Die ursprünglichen Drehgeschwindigkeiten langsam und schnell des Leslies werden an der Eminent respektiv als Chorus und Tremolo bezeichnet. Der Effekt kann registergruppenspezifisch zugeschaltet werden – er steht einzeln für die Solo-Gruppe und Prinzipal-Gruppe des oberen Manuals, der Prinzipal-Gruppe des unteren Manuals, aller Tibia-Gruppen und der Sustain-Gruppe zur Verfügung. Das Kontrollfeld befindet sich unten links.

## Technik
Die Orgel verfügt über nur einen Hauptoszillator – die benötigten Frequenzen zur Klangproduktion werden per Subtraktionssynthese gebildet. Durch die Verwendung von Eimerkettenspeichern, die funktionsbedingt hohe Frequenzen "verschlucken", hob sich der wärmere Ensembleklang der Eminent von dem des Freeman String Symphonizer, dem ersten funktionstüchtigen Streicherkeyboard mit Ensemble-Effekt, entscheidend ab.
Andere Modulationeffekte wie Orbitone und Vibrato wurden durch Verzögerungsleitungen realisiert.
Neben den zwei Lautsprechersystemen für Orbitone und regulären Klang, die auch über eigene Verstärkerschaltungen verfügten, konnten zudem alle Klänge per Dreikanal-Line-Anschluss auf der Rückseite (aufgeteilt in Strings Ensemble, Bass-Gruppe und Grundklänge) oder zusammengeführt als Stereo-Signal über Kopfhörer über die links unter dem Spieltisch angebrachten Buchse ausgegeben werden. Außerdem stand ein Input-Anschluss zur Verfügung, um z. B. ein Tonbandgerät oder ein anderes elektronisches Musikinstrument zu verstärken und über die eingebauten Lautsprecher auszugeben.

## Sonstiges
Die Orgel wurde in drei Holztönen bzw. Farben angeboten: Weiß, dunkelbraun und hellbraun. Letztere Variante wurde auch ins Benelux-Ausland sowie nach Kanada exportiert.
Zusätzlich zur regulären Orgelvariante Eminent 310 Unique mit kontemporärem Aufbau wurde auch die klassischere Theatre-Version angeboten. Diese wurde mit einem deutlich kunstvolleren, traditionelleren Holzgehäuse ausgestattet, das zur Beleuchtung des Spieltisches über eine kleine Lampenleiste über den Registerschaltern verfügte. Zudem wurde die Eminent-Rhythmusmaschine "Ritmix" zugefügt, die auf der Stirnseite der Orgel angebracht war und über acht typische Rhythmen wie Waltz und Cha-Cha verfügte. Wie bei frühen Rhythmusmaschinen üblich, konnten die Rhythmen nicht verändert, aber kombiniert werden. Schieberegler erlauben stufenloses Einstellen der Geschwindigkeit und Lautstärke – eine rote Lampe zeigt durch Blinken den Beginn eines neuen Taktes an.
Für die schwedische DAW-Software "Reason" existiert eine umfangreiche Emulation der Orgel namens Combo 310, die mit Originalsamples arbeitet und das Instrument angepasst auf die Bedienung mit nur einem Manual bzw. MIDI-Controller originalgetreu wiedergibt.